# Imanol Uribe
Imanol Uribe Bilbao, född 28 februari 1950 i San Salvador, El Salvador, är en salvadoriansk/spansk manusförfattare och filmregissör.

## Utmärkelser
Uribe vann Goyapriset för bästa regi 1995 för Días contados.

## Filmografi i urval
- 1983 – La muerte de Mikel (manus och regi)
- 1988 – Kvinnor på gränsen till nervsammanbrott (roll)
- 1991 – El rey pasmado (regi)
- 1994 – Días contados (manus och regi)
- 1996 – Bwana (manus och regi)
- 2007 – La carta esférica (manus och regi)
- 2012 – Miel de naranjas (regi)
- 2022 – Llegaron de noche (regi)